# 呉思忠
呉 思忠（朝鮮語: 오사충）は、朝鮮氏族の寧遠呉氏の始祖である。
慶尚道迎日縣出身であるが、寧遠郡に移住した。新羅智証王代に中国から新羅に渡来した呉瞻を先祖に持つ。